# Мориджи, Анджело
Анджело Мориджи (итал. Angelo Morigi; 1725, Римини — 22 января 1801, Парма) — итальянский композитор, скрипач и дирижёр.
Происходил, вероятно, из семьи музыкантов и актёров, хотя точная степень родства с другими известными однофамильцами — прежде всего, с Пьетро Мориджи, певцом-кастратом при санкт-петербургском дворе, — не установлена. Учился предположительно в Падуе у Джузеппе Тартини (скрипка) и Франческо Антонио Валлотти (композиция). В 1751 г. гастролировал в Лондоне вместе с певицей Франческой Куццони, уже в статусе признанного мастера. В том же году опубликовал в Англии первое известное сочинение — Шесть сонат для двух скрипок и генерал-баса.
Около 1758 г. поступил на службу в придворный оркестр герцога Пармского Филиппа, затем служил и при его преемнике герцоге Фердинанде. С 1766 г. концертмейстер придворного оркестра, с 1773 г. его главный дирижёр. Спорадически гастролировал в других итальянских городах — так, в 1777 г. был концертмейстером оркестра в Мантуе при исполнении оперы Томмазо Траэтты «Ифигения в Тавриде». В 1781 г. вышел в отставку, однако продолжал заниматься церковной музыкой и экзаменами для музыкантов, поступавших в придворный оркестр.
Скрипичные концерты Мориджи, относящиеся к 1750-м гг., выдают влияние Тартини, ему принадлежит также ряд камерно-инструментальных пьес, по большей части неопубликованных. Написанный Мориджи «Трактат о контрапункте» (итал. Trattato di contrappunto fugato; 1781) был опубликован посмертно (1815) его учеником Бонифацио Азиоли, годом позже вышел немецкий перевод К. Ф. Михаэлиса. Среди учеников Мориджи также Гаэтано Маттиоли.